# Rede Voa
A Rede Voa, antes conhecida como Voa São Paulo ou Voa-SP, é um consórcio privado brasileiro na administração de aeroportos, responsável pela operação administrativa de dezesseis aeroportos regionais e municipais brasileiro.
Em 15 de março de 2017, a empresa Voa São Paulo recebeu do Governo do Estado de São Paulo a concessão para operar cinco aeroportos, anteriormente geridos pelo DAESP. 
Fazendo parte do Bloco Sudeste, 11 unidades desse bloco com investimento previsto em mais de R$266 milhões o governo do estado de São Paulo deu mais um passo "a desoneração do estado" e "desenvolvimento da economia ligada ao setor".

## História
A Rede VOA é um consórcio privado brasileiro que administra 16 aeroportos regionais e municipais no estado de São Paulo. Sua história começou em março de 2017, quando venceu uma licitação para gerenciar cinco aeroportos anteriormente administrados pelo DAESP (Departamento Aeroviário do Estado de São Paulo). Em 2021, ampliou sua rede ao adquirir a concessão de mais 11 aeroportos, totalizando 16 unidades. Essa expansão faz parte de um plano de 30 anos para desenvolver a infraestrutura aeroportuária, com investimentos previstos de cerca de R$ 260 milhões.
A Rede VOA busca modernizar os aeroportos que administra, com foco em segurança, eficiência operacional e melhorias estruturais. Entre seus projetos, estão a internacionalização de alguns aeroportos, como Ribeirão Preto, Sorocaba, Jundiaí e Bauru, e o desenvolvimento imobiliário nas áreas aeroportuárias para fomentar negócios e turismo. Além disso, o consórcio também preza por práticas sustentáveis e pelo respeito às comunidades locais.[carece de fontes?]

## Crescimento
A Rede Voa, a partir de Abril de 2024 começou a fazer parte do seleto ranking “The Americas’ Fastest Growing Companies 2024”, uma iniciativa da Financial Times com apoio da Statista, uma plataforma online alemã especializada em coleta e visualização de dados, que lista as 500 empresas com maior crescimento durante o período desafiador que incluiu a pandemia e mudanças as taxas de juros. Com uma Taxa de Crescimento Anual Composta (CAGR) de 24, a Rede VOA aparece em 385º lugar na colocação geral, 35º entre países da América Latina e em 21º na lista de empresas brasileiras.

## Lista de aeroportos administrados pela Rede Voa
Os seguintes aeroportos são administrados pela Rede Voa em 2022: 
Adicionado em 2019:
- Bragança Paulista – Aeroporto Estadual Arthur Siqueira
- Campinas – Campo dos Amarais – Pref. Aeroporto Estadual Francisco Amaral
- Itanhaém – Aeroporto Estadual Antônio Ribeiro Nogueira Júnior
- Jundiaí – Comte. Aeroporto Estadual Rolim Adolfo Amaro
- Ubatuba – Aeroporto Estadual Gastão Madeira

Adicionado em 2021:
- Araraquara – Aeroporto Estadual Bartolomeu de Gusmão
- Avaré / Arandu – Aeroporto Regional Luiz Gonzaga Luth
- Bauru / Arealva – Aeroporto Estadual Moussa Nakhl Tobias
- Franca – Aeroporto Estadual de Lund Presotto
- Guaratinguetá - Aeroporto Edu Chaves
- Marília – Aeroporto Estadual Frank Miloye Milenkovich
- Registro – Aeroporto Estadual Alberto Bertelli
- Ribeirão Preto – Aeroporto Estadual Dr. Leite Lopes
- São Carlos – Aeroporto Mário Pereira Lopes
- São Manuel – Aeroporto Estadual Nelson Garófalo
- Sorocaba – Aeroporto Estadual Bertram Luiz Leupolz